# Lewinogar
Lewinogar (ros. Левиногарь) – wieś (dieriewnia) w Rosji, w Udmurcji, w rejonie kiezskim. W 2010 liczyła 88 mieszkańców.